# Shivdaspur
Shivdaspur es una ciudad censal situada en el distrito de Varanasi en el estado de Uttar Pradesh (India). Su población es de 16405 habitantes (2011). 

## Demografía
Según el censo de 2011 la población de Shivdaspur era de 16405 habitantes, de los cuales 8616 eran hombres y 7789 eran mujeres. Shivdaspur tiene una tasa media de alfabetización del 78,04%, superior a la media estatal del 67,68%: la alfabetización masculina es del 85,25%, y la alfabetización femenina del 70,10%.